# Срђан Тодоровић (политичар)
Срђан Тодоровић (Добој, 18. април 1980 — Пураћи, код Прњавора, 19. април 2025) био је српски политичар и економиста. Био је народни посланик у Народној скупштини Републике Српске, директор Фонда за заштиту животне средине и енергетску ефикасност Републике Српске и потпредсједник Социјалистичке партије (СП). Бивши је одборник у Скупштини града Добој.

## Биографија
Тодоровић је рођен 18. априла 1980. године у Добоју, СФР Југославија. По занимању је дипломирани економиста. Члан је Социјалистичке партије од 2000. До смрти је био је предсједник Градског одбора Добој, члан Извршног одбора Главног одбора и потпредсједник Социјалистичке партије.
За одборника у Скупштини града Добоја биран је 2012. и 2016. године. На октобарским општим изборима 2018. изабран је за народног посланика у Народној скупштини Републике Српске. Обављао је функцију директора Фонда за заштиту животне средине и енергетску ефикасност Републике Српске.
Погинуо је у саобраћајној несрећи на аутопуту 9. јануар 19. априла 2025. године, у мјесту Пураћи код Прњавора, а том приликом су му настрадали супруга и малољетно дијете. У истој несрећи двије особе су повријеђене.